# James Stanhope, 1. Earl Stanhope
James Stanhope, 1. Earl of Stanhope PC (* 1673 in Paris; † 5. Februar 1721 in London) war ein britischer Staatsmann und Militär.

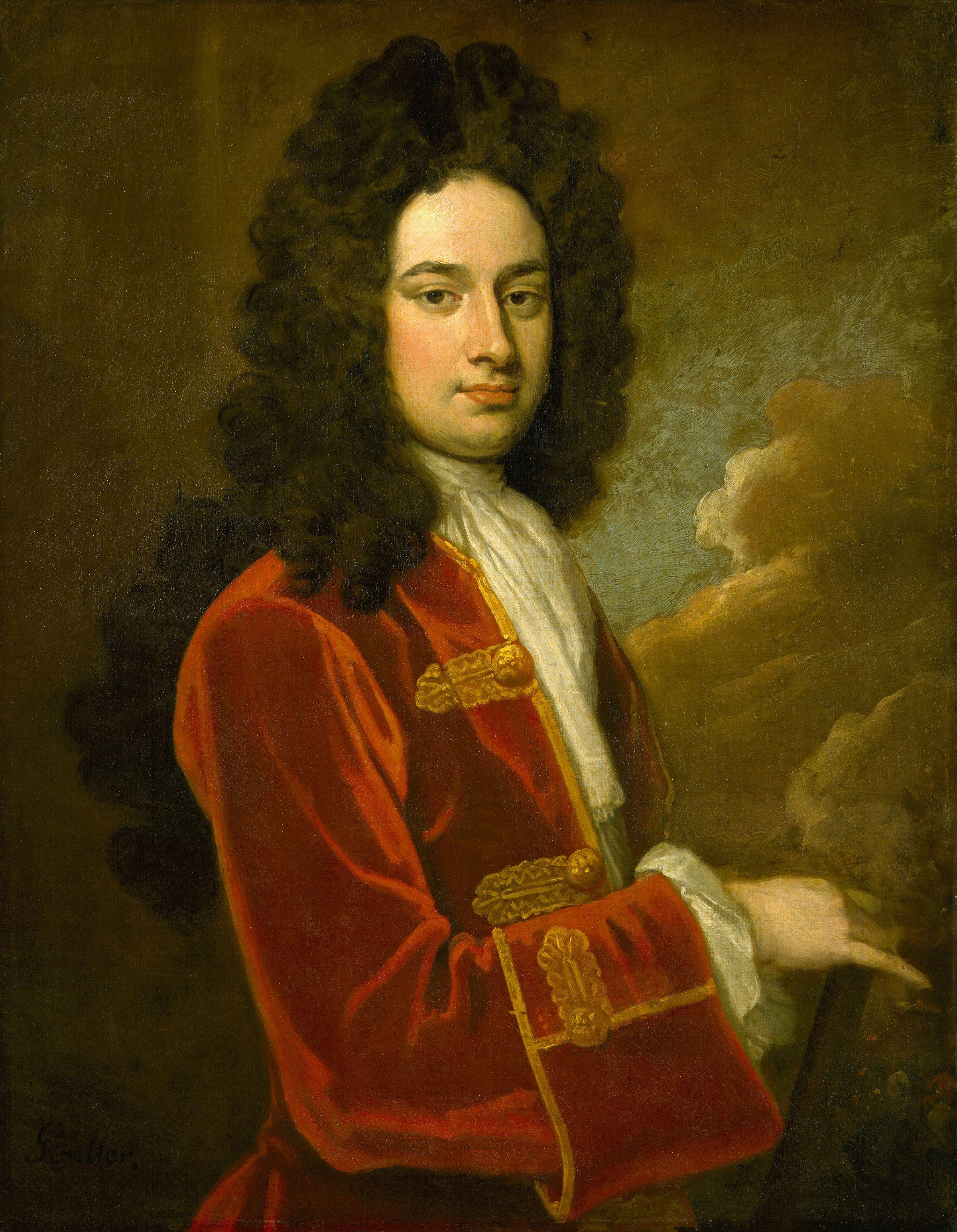
James Stanhope, 1. Earl Stanhope, Gemälde von Godfrey Kneller, vor 1723, National Portrait Gallery

## Leben
Stanhope war das älteste der sieben Kinder von Alexander Stanhope (1638–1707) und Katherine Burghill. Er besuchte das Eton College und ab 1688 das Trinity College der University of Oxford. 1690 begleitete er seinen Vater nach Madrid, wo dieser britischer Botschafter war.

### Militärische Karriere
Er schlug danach die Militärlaufbahn ein und diente als Freiwilliger in den Kriegen gegen Frankreich in Italien und Flandern. 1695 erhielt er ein Patent in der britischen Armee und diente auf der Iberischen Halbinsel im Spanischen Erbfolgekrieg. Gleichzeitig war er ab 1701 Mitglied des House of Commons.
1702 kämpfte er vor Cádiz und 1703 unter John Churchill, 1. Duke of Marlborough, in Flandern. 1705 diente er unter Charles Mordaunt, 3. Earl of Peterborough, in Spanien unter anderem bei der Belagerung von Barcelona. 1706 wurde er britischer Gesandter („Minister“) in Spanien, wobei er aber weiter militärisch diente. Er übernahm 1708 von Mordaunt das Kommando über die britischen Expeditionskräfte und ergriff sogleich die Offensive, indem er Port Mahon auf Menorca eroberte, was die Einnahme von Gibraltar ermöglichte (1704). 1708 bis 1711 war er der erste britische Gouverneur von Menorca. Nach kurzer Rückkehr nach England war er 1710 an den siegreichen Schlachten von Almenara und Saragossa beteiligt, so dass Erzherzog Karl von Österreich Madrid betreten konnte. Stanhope musste aber in Brihuega am 9. Dezember 1710 vor einer französischen Übermacht kapitulieren, was in der Folge den spanischen Thron für den von den Franzosen favorisierten Philipp V. sicherte.

### Politik
Nach einem Jahr Gefangenschaft kehrte Stanhope im August 1712 nach England zurück. Seinen Unterhaus-Sitz hatte er in der Zwischenzeit gegen einen Brauer, der den Torys angehörte, verloren (er hatte gegen diesen während seiner Gefangenschaft in Spanien aus der Ferne kandidiert). Stanhope wechselte nun ganz in die Politik, erhielt erneut einen Unterhaussitz und wurde dort einer der Führer der Whig-Opposition.
Stanhope war daran beteiligt, den Hannoverschen Kurfürsten Georg I. auf dem englischen Thron zu etablieren und wurde dafür 1714 Secretary of State im Southern Department des Außenministeriums, was er bis 1716 blieb. Ab 1714 war er auch wieder im Unterhaus. Zudem fungierte er 1714 als britischer Gesandter beim Heiligen Römischen Reich. Mit Robert Walpole führte er die Whigs im Unterhaus und war verantwortlich für die Niederschlagung des Jakobitenaufstands von 1715. 1716 scheiterte er knapp daran, einen Bündnisvertrag mit Frankreich zu schließen. Im selben Jahr wurde er Secretary of State im Northern Department.
1717 kam es zum Bruch in der Whig-Partei zwischen den Anhängern von Stanhope und Charles Spencer, 3. Earl of Sunderland, auf der einen und Walpole und Charles Townshend, 2. Viscount Townshend, auf der anderen Seite. Im gleichen Jahr 1717 wurde Stanhope First Lord of the Treasury, was er bis 1718 blieb. 1718 wurde er wieder Secretary of State im Northern Department, was er bis 1721 blieb. Er stand in der Gunst des Königs und war in der Zeit 1717 bis 1721 faktisch britischer Premier, wenn auch nicht nominell. 1717/1718 war er als Nachfolger von Walpole Schatzkanzler, (Chancellor of the Exchequer). Er schloss 1718 die Quadrupelallianz zwischen Spanien, dem Kaiser, Großbritannien und den Niederlanden. Außerdem drängte er auf ein Ende des Nordischen Krieges, um russischen Expansionstendenzen entgegenzuwirken. Mit Spanien verhandelte er über Gibraltar, wollte den Stützpunkt aber nur gegen Kuba und Florida aufgeben, so dass die Verhandlungen scheiterten.
Seine Regierung geriet beim Platzen des South Sea Bubble 1721 in Bedrängnis. Er selbst hatte mit seiner Regierung daran eine Teilschuld, er hatte davon persönlich allerdings nicht profitiert. In der Folge der heftigen Debatten bekam er einen Schlaganfall, an dem er starb.

### Familie
Stanhope heiratete am 24. Februar 1713 Lucy Pitt (1692–1723), die Tochter des Gouverneurs von Madras Thomas Pitt (und Tante von William Pitt), mit der er sieben Kinder hatte, darunter zwei Zwillingspaare. 1717 wurde er Viscount Stanhope of Mahon und 1718 erhielt er die Earlswürde als Earl Stanhope. Seine Titel erbte sein ältester Sohn Philip Stanhope (1714–1786), der ein begabter Mathematiker und Fellow der Royal Society war.